# 25 رمضان
- السبت
- الأحد
- الاثنين
- الثلاثاء
- الأربعاء
- الخميس
- الجمعة

- 11 مارس 2025
- 22 مارس 2025
- 33 مارس 2025
- 44 مارس 2025
- 55 مارس 2025
- 66 مارس 2025
- 77 مارس 2025
- 88 مارس 2025
- 99 مارس 2025
- 1010 مارس 2025
- 1111 مارس 2025
- 1212 مارس 2025
- 1313 مارس 2025
- 1414 مارس 2025
- 1515 مارس 2025
- 1616 مارس 2025
- 1717 مارس 2025
- 1818 مارس 2025
- 1919 مارس 2025
- 2020 مارس 2025
- 2121 مارس 2025
- 2222 مارس 2025
- 2323 مارس 2025
- 2424 مارس 2025
- 2525 مارس 2025
- 2626 مارس 2025
- 2727 مارس 2025
- 2828 مارس 2025
- 2929 مارس 2025
- 130 مارس 2025
- 231 مارس 2025
- 31 أبريل 2025
- 42 أبريل 2025
- 53 أبريل 2025
- 64 أبريل 2025

25 رمضان أو 25 رمضان المُبارك أو يوم 25 \ 9 (اليوم الخامس والعُشرون من الشهر التاسع) هو اليوم الحادي والستون بعد المائتين (261) من أيَّام السنة (أو الثاني والستون بعد المائتين لو كان شهر شعبان مُتممًا لليوم الثلاثين أو الثالث والستون بعد المائتين لو أتم كلاً من صفر وربيع الآخر وجمادى الآخرة وشعبان ثلاثين يوماً) وفق التقويم الهجري القمري (العربي). يبقى بعده 93 أو 94 يومًا لانتهاء السنة.

## أحداث
- 8 هـ - خالد بن الوليد يهدم معبد العزى «البُسّ» وقطع شجراتها الثلاث المقدسة وبذلك أنهى عبادتها من نفوس العرب.
- 129 هـ - أبو مسلم الخراساني يعلن الثورة على الأمويين.
- 250 هـ - مبايعة أهل طبرستان الحسن بن زيد بن محمد بن إسماعيل بن الحسن بن زيد بن الحسن بن علي بن أبي طالب الملقب بالداعي إلى الحق.
- 415 هـ - الخليفة الفاطمي الظاهر لإعزاز دين الله يصدر قرارًا بزيادة زاد لقب أمير الأمراء على ألقاب منتخب الدولة الأمير أنوشتكين الدزبري، وكانت ألقابه قبل ذلك: الأمير مظفر أمير الجيوش، وعدة الإمام، وسيف الخلافة، وعضد الدولة شرف المعالي.
- 463 هـ - المسلمون تحت راية الدولة السلجوقية وقيادة السلطان ألب أرسلان يهزمون الروم البيزنطيين بقيادة الإمبراطور رومانوس الرابع ديوجينيس في معركة ملاذكرد، ويفتحون أغلب مناطق آسيا الصغرى ويدخلونها ضمن ديار الإسلام.
- 491 هـ - الفاطميون يستولون على بيت المقدس في خلافة المستعلي بالله، بعدأن قطع حاكمها الأمير سقمان الدعاء للخليفة الفاطمي وأعاد التبعية والخطابة للعباسيين.
- 658 هـ - وقوع معركة عين جالوت الشهيرة وهزيمة القوات المغولية بقيادة كتبغا على يد الجيش الإسلامي المملوكي، وبذلك وقف الزحف المغولي باتجاه الغرب.
- 927 هـ – الجيش العثماني بقيادة السلطان سليمان القانوني يقتحم ويفتح مدينة بلغراد الخاضعة لبلاد المجر.
- 1251 هـ - الفرنسيون يدخلون مدينة تلمسان الجزائرية بعدما اضطر الأمير عبد القادر الجزائري إلى الانسحاب إلى مدينة «وجدة» على الحدود مع المغرب.
- 1294 هـ - القائد العثماني أحمد مختار باشا ينتصر على الجيش الإمبراطوري الروسي في معركة «يخنيلر»، واستطاع إحراز هذا الانتصار بجيش قوامه 34 ألف جندي على الجيش الروسي المكون من 740 ألف جندي، وخسر الروس في هذه المعركة 10 آلاف قتيل.
- 1364 هـ - انتهت الحرب العالمية الثانية
- 1368 هـ - توقيع اتفاقية هدنة بين إسرائيل وسوريا.
- 1393 هـ - الحكومة العراقية تصدر قرارًا بتأميم حصة هولندا في شركة نفط البصرة؛ نظرًا لموقف هولندا المؤيد لإسرائيل أثناء حرب رمضان.
- 1402 هـ - متظاهرون في بنغلاديش يهاجمون سفارة الولايات المتحدة في دكا وذلك احتجاجًا على دعمها لإسرائيل.
- 1409 هـ - الزعيم الليبي معمر القذافي يعلن أن الأراضي الليبية مفتوحة لأي عربي بدون تأشيرة أو جواز سفر. وسبق ذلك بعام قيامه بقيادة جرافة وهدمه نقطة حدودية بين ليبيا وتونس، وتكرر مع نقطة حدودية بين مصر وليبيا، إلا أن هذا الإعلان لم يستمر وطبقت ليبيا الدخول بالتأشيرة وجواز السفر.
- 1419 هـ - اغتيال مدير المركز الإعلامي لألبان كوسوفو أنور ماليوكي، ووجهت أصابع الإتهام إلى السلطات الصربية.
- 1425 هـ - الحكومة العراقية المؤقتة تعلن حالة الطوارئ لمدة 60 يومًا.
- 1426 هـ - اندلاع أعمال شغب في باريس وذلك بعد موت اثنين من المسلمين الأفارقة.
- 1433 هـ - الرئيس المصري محمد مرسي يحيل وزير الدفاع المشير محمد حسين طنطاوي ورئيس الأركان الفريق سامي عنان للتقاعد ويعين الفريق أول عبد الفتاح السيسي قائدًا للقوات المسلحة ووزيرًا للدفاع والإنتاج الحربي، كما قام بتعيين المستشار محمود مكي نائبًا لرئيس الجمهورية.
- 1438 هـ - مقتل شخص وإصابة 10 آخرين في حادثة دهس لمصلين خارجين من مسجد فنزبري بارك في العاصمة البريطانية لندن بعد أدائهم لِصلاة التراويح. وقد ألقت الشرطة البريطانية القبض على منفذ العملية في ذات اليوم وأفادت أنه يدعى دارين أوزبورن، وأنه يميني عنصري معاد للمسلمين والمهاجرين.
- 1444 هـ - اشتباكات عنيفة بين القوات المسلحة السودانية وقوات الدعم السريع في أنحاء مختلفة من البلاد.

## مواليد
- 544 هـ - فخر الدين الرازي، شيخ الإسلام وإمام مفسر فقيه أصولي.
- 1284 هـ - محمد فريد بك، حقوقي ومؤرخ أحد زعماء الحركة الوطنية بمصر.
- 1316 هـ - قاسم محي الدين، فقيه مسلم وشاعر وكاتب عراقي.
- 1337 هـ - محمد بوضياف، رئيس الجزائر الخامس.
- 1339 هـ - عبد الله الطيب المجذوب، عميد الأدب السوداني.
- 1341 هـ - حيدر علييف، رئيس أذربيجان الثالث.
- 1343 هـ - عبد الودود شلبي، عالم دين مصري.
- 1353 هـ - إبراهيم السلقيني، رجل دين سوري.
- 1357 هـ - الأميرة فريال، ابنة فاروق الأول ملك مصر.
- 1398 هـ - سعدون الشمري، لاعب كرة قدم كويتي.
- 1406 هـ - بلال محمد، لاعب كرة قدم قطري.

## وفيات
- 1336 هـ - محمد الخامس، السلطان العثماني ما قبل الأخير.
- 1379 هـ - بديع الزمان سعيد النورسي، عالم مسلم كردي.
- 1402 هـ - محمود الكويتي، مغني كويتي.
- 1418 هـ – إسماعيل صادق العدوي، إمام وخطيب جامع الأزهر.
- 1419 هـ - أنور ماليوكي، مدير المركز الإعلامي لألبان كوسوفو.
- 1429 هـ - بسيوني عثمان، كاتب مصري.
- 1441 هـ - صالح كامل، رجل أعمال سعودي.

## وصلات خارجية
- موقع قصة الإسلام: حدث في شهر رمضان.